# BGL Luxembourg Open 2012
BGL Luxembourg Open 2012 - жіночий професійний тенісний турнір, що проходив на кортах з твердим покриттям. Це був сімнадцятий за ліком турнір. Належав до Туру WTA 2012. Відбувся в Люксембурзі (Люксембург). Тривав з 15 до 21 жовтня 2011 року. Вінус Вільямс здобула титул в одиночному розряді.

## Переможниці та фіналістки

### Одиночний розряд
- Вінус Вільямс —  Моніка Нікулеску 6–2, 6–3

### Парний розряд
- Андреа Главачкова /  Луціє Градецька —  Ірина-Камелія Бегу /  Моніка Нікулеску 6–3, 6–4

## Учасниці основної сітки в одиночному розряді

### Сіяні учасниці
| Країна    | Гравчиня             | Рейтинг1 | Сіяна |
| --------- | -------------------- | -------- | ----- |
| Італія    | Роберта Вінчі        | 15       | 1     |
| Німеччина | Юлія Гергес          | 19       | 2     |
| Сербія    | Єлена Янкович        | 22       | 3     |
| Бельгія   | Яніна Вікмаєр        | 23       | 4     |
| Німеччина | Сабіне Лісіцкі       | 25       | 5     |
| Румунія   | Сорана Кирстя        | 26       | 6     |
| Австрія   | Таміра Пашек         | 27       | 7     |
| Іспанія   | Карла Суарес Наварро | 35       | 8     |
| Німеччина | Мона Бартель         | 37       | 9     |

- 1 Рейтинг подано станом на 8 жовтня 2012

### Інші учасниці
Нижче наведено учасниць, які отримали вайлдкард на участь в основній сітці:
- Белінда Бенчич
- Кірстен Фліпкенс
- Менді Мінелла

Нижче наведено гравчинь, які пробились в основну сітку через стадію кваліфікації:
- Анніка Бек
- Віра Душевіна
- Татьяна Малек
- Гарбінє Мугуруса

Такі тенісистки потрапили в основну сітку як щасливий лузер:
- Енн Кеотавонг

### Відмовились від участі
- Тімеа Бабош
- Анджелік Кербер (foot injury)
- Слоун Стівенс
- Яніна Вікмаєр (knee injury)

### Знялись
- Пен Шуай (травма правого плеча)

## Учасниці основної сітки в парному розряді

### Сіяні пари
| Країна   | Гравчиня           | Країна     | Гравчиня         | Рейтинг1 | Сіяна |
| -------- | ------------------ | ---------- | ---------------- | -------- | ----- |
| Чехія    | Андреа Главачкова  | Чехія      | Луціє Градецька  | 11       | 1     |
| Румунія  | Ірина-Камелія Бегу | Румунія    | Моніка Нікулеску | 75       | 2     |
| Росія    | Віра Душевіна      | Білорусь   | Ольга Говорцова  | 117      | 3     |
| Хорватія | Петра Мартич       | Люксембург | Менді Мінелла    | 127      | 4     |

- 1 Рейтинг подано станом на 8 жовтня 2012

### Інші учасниці
Нижче наведено пари, які отримали вайлдкард на участь в основній сітці:
- Мона Бартель /  Єлена Янкович
- Белінда Бенчич /  Клодін Шоль

### Знялись
- Єлена Янкович (хвороба шлунково-кишкового тракту)